# Antão de Noronha

Dom Antão de Noronha, 9. Vizekönig Portugiesisch-Indiens

Dom Antão de Noronha (* 1520 in Portugal; † 1569), war ein portugiesischer Adliger und 9. Vizekönig von Portugiesisch-Indien von 1564 bis 1568.
Noronha wurde als Sohn von João de Noronha, dem Stadtkommandanten von Ceuta, geboren und war ein Neffe von Dom Afonso de Noronha, dem 5. Vizekönig von Indien. Ab 1550 hielt er sich als Soldat in Indien auf. Später wurde er zum Stadtkommandanten von Hormus ernannt. 1564 wurde er zum Vizekönig ernannt. Er verteidigte Cannanore und Malakka gegen einen Großangriff und organisierte die Rückeroberung von Mangalore.
Am 10. September 1568 übernahm sein Nachfolger Luís de Ataíde das Amt des Vizekönigs. Antão de Noronha reiste am 2. Februar 1569 in Richtung Königreich Portugal, starb aber, noch bevor sein Schiff das Kap der Guten Hoffnung erreichte.